# Eurofins Scientific
Eurofins Scientific (Euronext: ERF) es un grupo de laboratorios de análisis especializado en la industria alimentaria, farmacia, medio ambiente y biología médica, creado en Nantes en 1987.
Eurofins Group tiene una red internacional de más de 800 laboratorios en 50 países y una cartera de más de 200.000 métodos analíticos validados para caracterizar la seguridad, identidad, pureza, composición, autenticidad y origen de productos y sustancias biológicas. A través de la investigación y el desarrollo, la concesión de licencias y las adquisiciones, el Grupo se basa en los últimos avances en el campo de la biotecnología y las ciencias analíticas.
Eurofins adquirió la empresa alemana MWG-Biotech y en 2011 la empresa estadounidense Lancaster Laboratories, siendo adquirida esta última por 150 millones de euros.
On October 28, 2024, the French Eurofins buys the clinical analysis division of Synlab in Spain |url=https://www.eleconomista.es/salud/noticias/13054858/10/24/la-francesa-eurofins-compra-la-division-de-analisis-clinicos-de-synlab-en-espana.html}}</ref>